# YOU GOTTA RUN
「YOU GOTTA RUN」（ユー・ガッタ・ラン）は、日本のロックバンド、L'Arc〜en〜Cielの44作目のシングル。表題曲は2024年10月19日に配信発売。フィジカルは2025年1月15日発売。発売元は自主レーベルのL'Arc-en-Ciel（製造元はMAVERICK D.C.,INC.、販売元はソニー・ミュージックレーベルズ）。

## 概要
前作「FOREVER」以来約3年5ヶ月ぶりとなるCDシングルのリリース。
本作の表題曲「YOU GOTTA RUN」は、2024年10月18日からテレビ東京系テレビアニメ『BEYBLADE X』のオープニングテーマに使用されている。この曲は日本の他、台湾や香港、タイといったアジア地域で同アニメのオープニングテーマとして使われている。そして、表題曲の全英語詞版となる「YOU GOTTA RUN -English version-」を使用したオープニングが2025年4月26日のフィリピンでの放送を皮切りに、東南アジアやヨーロッパ、アメリカ、南米で放映されている。なお、L'Arc〜en〜Cielの楽曲がテレビアニメのテーマソングに使用されたのは、2016年7月23日からテレビアニメ『EDENS ZERO』のオープニングテーマに使用された「FOREVER」以来約3年3ヶ月ぶりのこととなる。（詳細は楽曲解説の項目を参照）
上記アニメは、1999年に初弾が発売されたタカラトミーのロングセラー玩具「ベイブレード」に関連する作品となっている。hydeは本作発売当時に「ベイブレードって、実はラルクでめちゃくちゃ流行ったんですよ、何十年前か忘れましたけど（笑）。ミュージック・ビデオの待ち時間って昔長かったんですよ。何時間もなんか楽屋にいるみたいな。そのときに誰かが、レコード会社の人とかが持ってくるんですよ色々。暇つぶしグッズを…雑誌とか。そこにベイブレードがあって、めちゃくちゃ流行った。（撮影が）終わっても帰ってからさらに改造して、また次の現場でやるぐらいすごい流行った」と同玩具の思い出を述懐しており、「アニメの話が来たとき、"あっ、あれや！"と思った」と語っている。
なお、本作には、2011年10月に発表した「X X X」以降のフィジカルシングルにカップリングとして収録していた「L'Acoustic Version（過去に発表したL'Arc〜en〜Cielの楽曲をアコースティック・アレンジした音源）」は収録されていない。これは前作「FOREVER」に続き3作連続のこととなった。
また、L'Arc〜en〜Cielは本作をリリースするにあたり、バンド名を冠した新レーベル「L'Arc-en-Ciel」を設立している。このレーベルは＜ラルクと共に、もっと自由に。＞というコンセプトで立ち上げられている。なお、販売元は従来通り、ソニー・ミュージックレーベルズになっている。

## リリース

### リリースプロモーション
2024年9月10日17時30分から公式Xにおいて、"3"、"2"、"1"というカウントダウンの画像を1日おきにアップロードし始める。そして同年9月13日に、約3年ぶりとなる新曲「YOU GOTTA RUN」をテレビアニメ『BEYBLADE X』のオープニングテーマに提供することが発表された。
配信開始前日となる2024年10月18日には、上記アニメのオープニングテーマに使用されるにあたり、作詞を担当したhydeがアニメに向けてコメントを寄せている。また、配信開始から約1週間後の同年10月25日には、BEYBLADE X公式YouTubeチャンネルにおいて楽曲のフルサイズを使用したアニメーション・ミュージックビデオが公開された。
そして2024年12月27日には、テレビ朝日系列で放送された番組『ミュージックステーション スーパーライブ 2024』に出演し、この曲をテレビ初披露している。

### リリース形態
フィジカル発売前となる2024年10月19日に、各種音楽配信サイトにおいて表題曲「YOU GOTTA RUN」とインストバージョン、アニメエディットバージョンの3曲のダウンロード・ストリーミング配信が開始された。なお、配信開始日には公式YouTubeアーティストチャンネルにおいて、表題曲とインストゥルメンタルの2曲のフルサイズが無料公開されている。
表題曲「YOU GOTTA RUN」を含む3曲の先行配信から約3ヶ月後となる2025年1月15日には、初回生産限定盤A（CD＋BD）、初回生産限定盤B（CD）、通常盤（CD）の3形態でフィジカルが発売された。初回盤Aには「YOU GOTTA RUN」のミュージックビデオと、MVのメイキング映像を収録したBlu-ray Discが付属。初回盤Bはテレビアニメ『BEYBLADE X』の描き下ろしジャケット仕様になっている。また、いずれかの形態を購入した者を対象としたプレゼント施策も行われている。全国CDショップおよびショッピングサイトで購入した者には「アーティスト写真ステッカー」、Amazonで購入した者には「メガジャケ」が先着で配布されている。

## ミュージックビデオ
表題曲「YOU GOTTA RUN」のミュージック・ビデオは、大喜多正毅がディレクターを務めた作品となっている。映像はメンバーの演奏シーンに加え、近未来的な仮面をかぶったダンサーによるパフォーマンスが収められている。なお、映像撮影にはダンサーの他に、公式ファンクラブ「LE-CIEL」の会員の中から募ったエキストラが数百人参加しており、大規模なシューティングが行われている。また、今回の制作ではドローンによる空撮も行われている。
この映像の撮影場所は、2027年度の竣工を目指して「渋谷アッパー・ウエスト・プロジェクト」の開発が進められている、渋谷東急百貨店本店跡地の解体現場となっている。この跡地の様子は解体途中のタイミングでしか撮ることができないため、貴重なロケーションとなっている。なお、同所には巨大な円形の浮遊物とステージセットが組まれており、これらのセットを囲むように配置されたダンサーとエキストラの中心で、メンバー4人がライブパフォーマンスを行っている。
このミュージック・ビデオは、音源の配信開始から約1ヶ月後の2024年11月21日に、公式YouTubeアーティストチャンネルにおいてフルサイズバージョンが公開されている。また、フィジカルシングル「YOU GOTTA RUN」の初回生産限定盤Aにフルサイズ版を収めたBlu-ray Discが付属されている。さらにYouTubeでの映像公開と同日には、タカラトミーが手掛ける代表的なホビーであるベイブレードの第4世代型「BEYBLADE X」とコラボレーションした89秒のショートバージョンも公開された。

## 収録曲
| #  | タイトル                             | 作詞 | 作曲    | 編曲                        | 時間 |
| -- | ------------------------------------ | ---- | ------- | --------------------------- | ---- |
| 1. | 「YOU GOTTA RUN」                    | hyde | tetsuya | L'Arc〜en〜Ciel, Jun Suyama | 4:19 |
| 2. | 「YOU GOTTA RUN (hydeless version)」 |      | tetsuya | L'Arc〜en〜Ciel, Jun Suyama | 4:20 |
| 3. | 「YOU GOTTA RUN (Anime Edit)」       | hyde | tetsuya | L'Arc〜en〜Ciel, Jun Suyama | 1:29 |

## 楽曲解説
1. YOU GOTTA RUN
  - 作詞: hyde / 作曲: tetsuya / 編曲: L'Arc〜en〜Ciel & Jun Suyama

ギターによるブレイクダウンから始まるハードなロックサウンドと、80'sを彷彿とさせる軽やかなシンセの音色が彩るメロディアスな楽曲[11]。作曲を手掛けたtetsuya曰く、この曲の原型は本作発売の数年ほど前から存在しており、アニメ『BEYBLADE X』のテーマソングの制作依頼を受け、今回リリースに至ったという[20]。この曲の原型は、tetsuya曰く「アメリカンでけだるい感じのロック[20]」だったが、クライアントから「もう少しテンポを上げてほしい」というリクエストがあったことからアレンジし直している[20]。
tetsuyaは制作を振り返り「先方に曲を提出したら"もう少しテンポを上げてやってもらえないか"という話がきまして。それと同時に、ただ単にテンポをあげただけのデモが戻ってきたんですね。それを聴いてみたら"なくはないな"と思って。ただ、テンポを上げるのであれば、アレンジはいろいろ微調整しなきゃなというのはあったので、それでテンポとアレンジを変えたのがいまの形です[20]」と語っている。なお、この曲の編曲作業には、「Don't be Afraid」や「FOREVER」の制作にも携わっていた編曲家の陶山隼が参加している。
歌詞は、仲間とともに目標に向かって進んで行くポジティブなイメージで綴られている。作詞を担当したhydeは、この曲の歌詞について「誰かの活動が自分の夢と重なるという誰もが感じたことのある歌詞なので、ファンの方も一緒に歌ってもらえば響くと思います[21]」と語っており、上記アニメを観たうえでテーマを設定したという[10]。

## タイアップ
YOU GOTTA RUN
- テレビ東京系テレビアニメ『BEYBLADE X』オープニングテーマ（第52話 - 第74話）

## 参加ミュージシャン
フィジカルシングルに付属するブックレットより転載。日本語表記が確認出来ない部分に関しては原文ママとする。
- hyde：Vocal
- ken：Electric Guitars
- tetsuya：Electric Guitars, Bass
  - hyde：Background Vocals
  - tetsuya：Background Vocals
  - 陶山隼：Keyboards, Programming
  - Stephanie Topalian：English Translation
  - 比留間整：Recording and Mixing Engineer
  - ランディ・メリル：Mastering Engineer

## 初回生産限定盤A付属Blu-ray Disc
1. YOU GOTTA RUN -Music Clip-
ディレクター：大喜多正毅
2. The Making of "YOU GOTTA RUN -Music Clip-"

## チャート
- 2024年10月19日に表題曲「YOU GOTTA RUN」が先行配信された際、オリコンチャートが公表するランキングの「週間デジタルシングル」において、集計期間二日で6,511DLを売り上げ最高位4位を記録した[4]（翌週には2,223DLで週間18位を記録し、2週合計で計8,734DLを記録[22]）。また、Billboard JAPANのチャートでは、「Download Songs」において最高位3位を記録している[1]。
  - 海外チャートでは、日本以外の2つの国または地域（台湾、タイ）において、iTunes週間総合チャートのTOP100にランクインしている。
- 2025年1月15日にフィジカルシングル「YOU GOTTA RUN」が発売された際、オリコンチャートが公表するランキングの「週間シングル」において1万2488枚を売り上げ最高位5位[5]を記録している。また、Billboard JAPANのチャートでは、CDシングルセールスを示す「Top Singles Sales」で最高位6位[2]を記録している。

| チャート                       | 最高 順位 | 出典          |
| ------------------------------ | --------- | ------------- |
| Billboard JAPAN Download Songs | 3位       | [ 1 ]         |
| オリコンデジタルシングル       | 4位       | [ 4 ]         |
| iTunes総合チャート             | 13位      | [ 23 ]        |
| レコチョクシングルランキング   | 9位       | [ 24 ]        |
| mora総合シングルランキング     | 8位       | [ 25 ] [ 26 ] |
| moraロスレスシングルランキング | 5位       | [ 27 ]        |
| moraハイレゾシングルランキング | 1位       | [ 28 ]        |
| mu-moダウンロードランキング    | 19位      | [ 29 ]        |

| チャート                          | 最高 順位 | 出典  |
| --------------------------------- | --------- | ----- |
| Billboard JAPAN Top Singles Sales | 6位       | [ 2 ] |
| Billboard JAPAN Hot Animation     | 20位      | [ 3 ] |
| オリコンシングル                  | 5位       | [ 5 ] |
| オリコン合算シングル              | 33位      | [ 6 ] |

| チャート                  | 最高 順位 | 出典   |
| ------------------------- | --------- | ------ |
| iTunes総合チャート - 台湾 | 45位      | [ 30 ] |
| iTunes総合チャート - タイ | 69位      | [ 31 ] |